# تشاستولوویتسه
تشاستولوویتسه (به چکی: Častolovice) یک منطقهٔ مسکونی در جمهوری چک است که در ناحیه ریخنوف ناد کنیژنوو واقع شده‌است. تشاستولوویتسه ۱٬۶۵۰ نفر جمعیت دارد.